# Öttusa az 1976. évi nyári olimpiai játékokon
Az 1976. évi nyári olimpiai játékokon öttusában két versenyszámban avattak olimpiai bajnokot.

## Éremtáblázat
(Magyarország eltérő háttérszínnel, az egyes számoszlopok legmagasabb értéke, illetve értékei vastagítással kiemelve.)
| Az 1976. évi nyári olimpiai játékok éremtáblázata öttusában | Az 1976. évi nyári olimpiai játékok éremtáblázata öttusában | Az 1976. évi nyári olimpiai játékok éremtáblázata öttusában | Az 1976. évi nyári olimpiai játékok éremtáblázata öttusában | Az 1976. évi nyári olimpiai játékok éremtáblázata öttusában | Olimpia  |
| ----------------------------------------------------------- | ----------------------------------------------------------- | ----------------------------------------------------------- | ----------------------------------------------------------- | ----------------------------------------------------------- | -------- |
|                                                             | Ország                                                      | Arany                                                       | Ezüst                                                       | Bronz                                                       | Összesen |
| 1.                                                          | Nagy-Britannia (GBR)                                        | 1                                                           | 0                                                           | 0                                                           | 1        |
| 1.                                                          | Lengyelország (POL)                                         | 1                                                           | 0                                                           | 0                                                           | 1        |
|                                                             |                                                             |                                                             |                                                             |                                                             |          |
| 3.                                                          | Csehszlovákia (TCH)                                         | 0                                                           | 1                                                           | 1                                                           | 2        |
| 4.                                                          | Szovjetunió (URS)                                           | 0                                                           | 1                                                           | 0                                                           | 1        |
|                                                             |                                                             |                                                             |                                                             |                                                             |          |
| 5.                                                          | Magyarország (HUN)                                          | 0                                                           | 0                                                           | 1                                                           | 1        |
|                                                             |                                                             |                                                             |                                                             |                                                             |          |
| Összesen                                                    | Összesen                                                    | 2                                                           | 2                                                           | 2                                                           | 6        |

## Érmesek
| Az 1976. évi nyári olimpiai játékok érmesei öttusában |                                                                       |       |                                                                  |       |                                                                          |       |
| Versenyszám                                           | Arany                                                                 | Arany | Ezüst                                                            | Ezüst | Bronz                                                                    | Bronz |
| egyéni                                                | Janusz Pyciak-Peciak · Lengyelország (POL)                            | 5520  | Pavel Lednyov · Szovjetunió (URS)                                | 5485  | Jan Bártů · Csehszlovákia (TCH)                                          | 5466  |
| csapat                                                | Nagy-Britannia (GBR) · Adrian Parker · Danny Nightingale · Jeremy Fox | 15559 | Csehszlovákia (TCH) · Jan Bártů · Bohumil Starnovský · Jiří Adam | 15451 | Magyarország (HUN) · Kancsal Tamás · Maracskó Tibor · Sasics Szvetiszláv | 15395 |

## Magyar szereplés
- Kancsal Tamás 9. hely  5 195 pont
- Maracskó Tibor 13. hely 5 126 pont
- Sasics Szvetiszláv 18. hely 5 051 pont
- Csapat: 3 hely 15 395 pont